# Kalcitonin

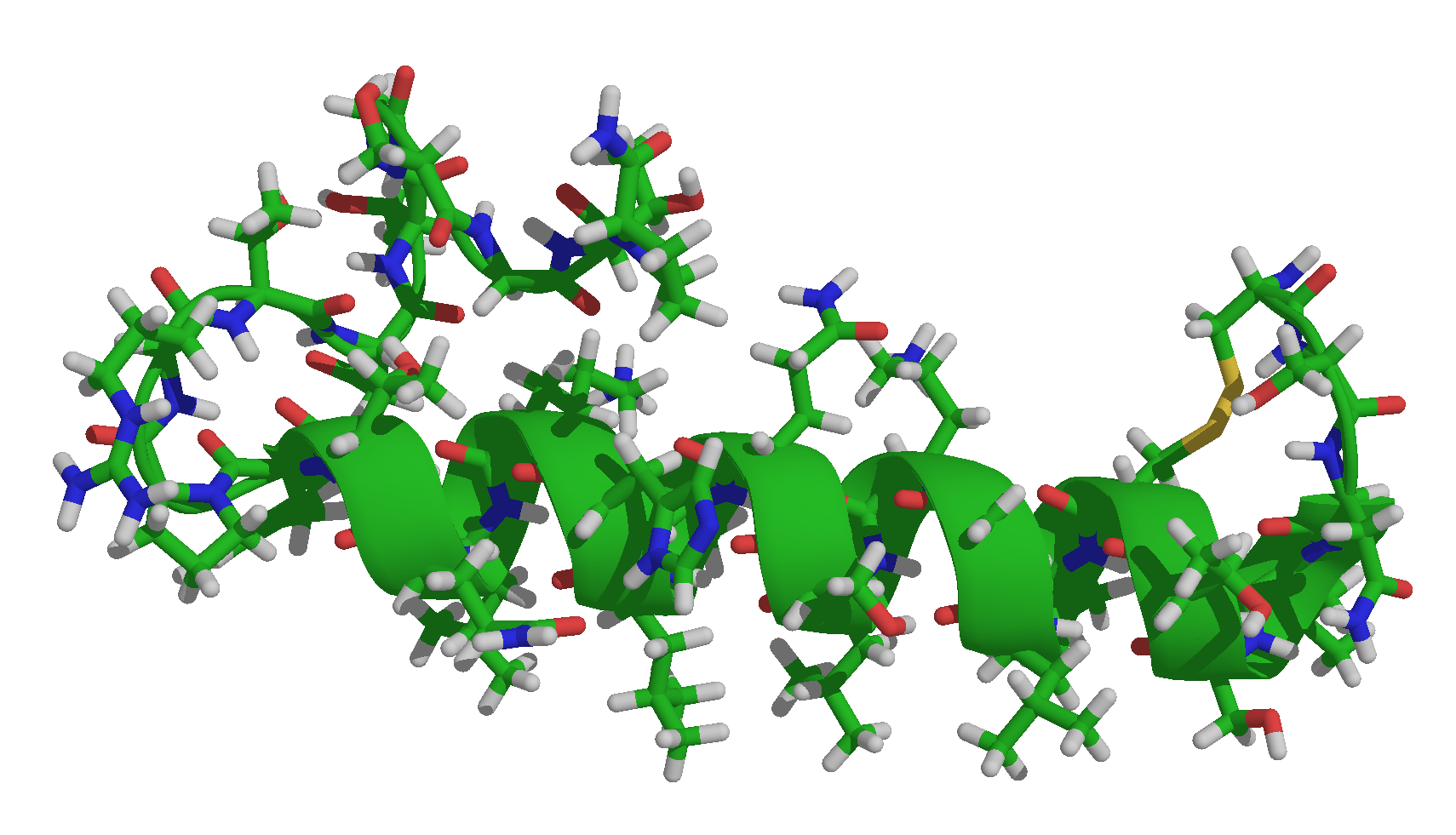
A lazac-kalcitonin szerkezete

A kalcitonin (vagy tireokalcitonin) egy peptidhormon, amelynek elsődleges feladata a vér kalciumszintjének csökkentése és a kalciumionok csontokba való beépülésének elősegítése. A pajzsmirigy parafollikuláris sejtjeiben termelődő kalcitonin hatása ellentétes a parathormonéval.
A kalcitonint 1962-ben izolálta D. H. Copp és B. Cheney.

## Szerkezete
A kalcitonin egy 32 aminosavból álló lineáris polipeptid, molekulasúlya 3455 dalton. Másodlagos szerkezete egyetlen alfa-hélixből áll.
Aminosavsorrendje a következő:
- ember: Cys-Gly-Asn-Leu-Ser-Thr-Cys-Met-Leu-Gly-Thr-Tyr-Thr-Gln-Asp-Phe-Asn-Lys-Phe-His-Thr-Phe-Pro-Gln-Thr-Ala-Ile-Gly-Val-Gly-Ala-Pro
- lazac: Cys-Ser-Asn-Leu-Ser-Thr-Cys-Val-Leu-Gly-Lys-Leu-Ser-Gln-Glu-Leu-His-Lys-Leu-Gln-Thr-Tyr-Pro-Arg-Thr-Asn-Thr-Gly-Ser-Gly-Thr-Pro

A két faj hormonja 16 aminosavban különbözik

## Szintézise
A kalcitonint a pajzsmirigy parafollikuláris sejtjei (más néven C-sejtjei) termelik. Génje az emberben a 11. kromoszómán megtalálható CALCA, amelyről egy nagy prepeptid képződik, aminek a hasításával jön létre az aktív kalcitonin. A CALCA egy olyan géncsaládba tartozik, amelynek a tagjai szintén peptidprekurzorokat kódolnak (adrenomedullin vagy az Alzheimer-kórban szerepet játszó béta-amiloid). A génről alternatív splicinggal egy másik, 37 aminosav hosszú peptid is képződik a CGRP-alfa (calcitonin gene-related peptide, kalcitoningén-kapcsolt peptid).
Termelését a következő tényezők stimulálják:
- a vérplazma Ca2+ szitjének növekedése][5]
- a gasztrin és a pentagasztrin.[6]

Madarakban és halakban (és az emlősökben embrionális állapotban) a parafollikuláris sejtek a pajzsmirigytől elkülönülten alkotják ultimofaringiális testet és a kalcitonin ebben a képletben termelődik.

## Feladata

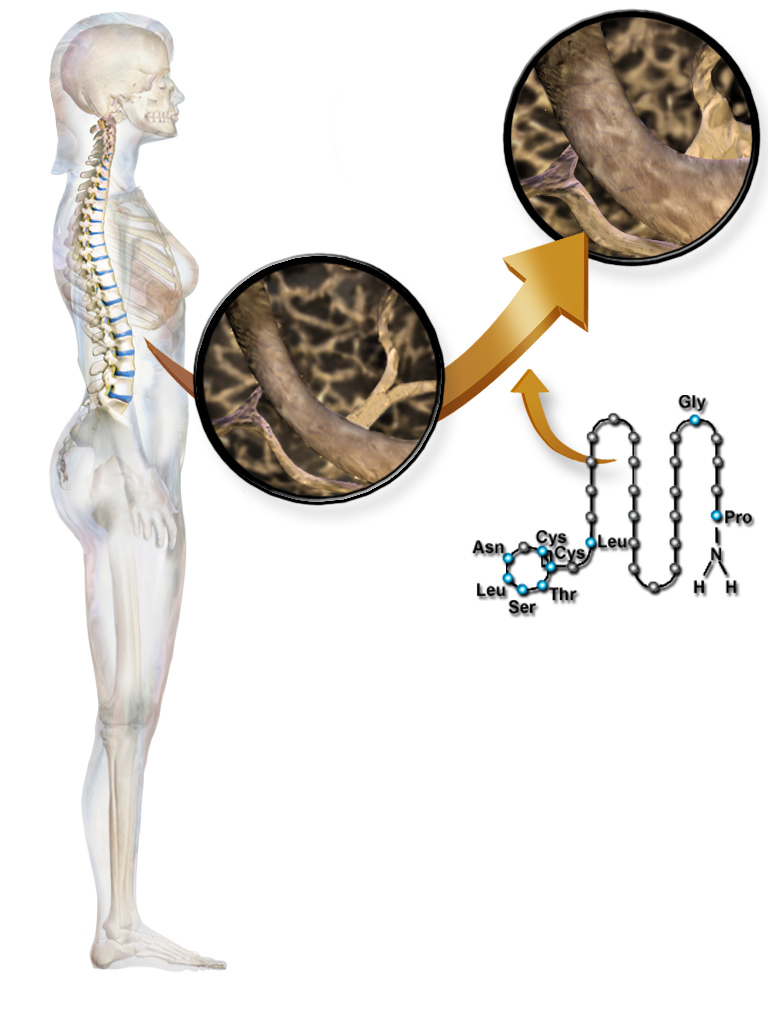
A kalcitonin gerincre gyakorolt hatása

A kalcitonin a kalcium és foszforanyagcserében játszik szerepet, csökkenti a vér kalciumszintjét. Hatása ellentétes a parathormonéval. Hatását a következő mechanizmusokkal éri el: 
- gátolja a csontszövetet bontó oszteoklaszt sejteket[8]
- aktiválja a csontszövetet építő oszteoblaszt sejteket[8]
- gátolja a vesében a kalcium visszaszívását, így az nagyobb mennyiségben ürül ki a vizelettel[9][10]
- gátolja a foszfátionok visszaszívását a vesében (ez a hatása megegyezik a parathormonéval)[11]

A fenti hatásaival a terhesség és a szoptatás során visszafogja a kalcium mobilizációját a szervezetben és csökkenti a csontok kalciumveszteségét. Étkezés után megakadályozza a vér kalciumszintjének túlzott megnövekedését. Patkányok és majmok esetében a kalcitonin csökkentette az étvágyat (talán a központi idegrendszeren keresztül). Receptora a csont, a vese és az agy bizonyos sejtjein található meg.

## Klinikai alkalmazása
A klinikai gyakorlatban a következő eseteket kezelik kalcitoninnal: 
- menopauza utáni csontritkulás
- a vér magas kalciumszintje (hiperkalcémia)
- Paget-kór
- különböző tumorok csontmetasztázisai
- a végtagok fantomfájdalma[13]

A lazacból származó kalcitonin hatékonyabb, mint az emberi. A gyógyszerként alkalmazott lazachormont rekombináns DNS-technikával vagy kémiai szintézissel állítják elő.
A medulláris pajzsmirigyrák magas kalcitoninszinttel jár együtt és a hormon mennyiségének monitorozása segít eldönteni, hogy a műtéttel sikerült-e teljesen kiirtani a tumort.

## Fordítás
- Ez a szócikk részben vagy egészben  a   Calcitonin című angol Wikipédia-szócikk ezen változatának fordításán alapul.  Az eredeti cikk szerkesztőit annak laptörténete sorolja fel. Ez a jelzés csupán a megfogalmazás eredetét és a szerzői jogokat jelzi, nem szolgál a cikkben szereplő információk forrásmegjelöléseként.